# Hiperurikozurija
Hiperurikozurija je izlučivanje više od 750 mg (4,46 mmol)  mokraćne kiseline dnevno za žene, odnosno 800 mg (4,46 mmol) na dan za muškarce. U 10 posto bolesnika s kalcijskim kamencima hiperurikozurija je jedini uzrok bubrežnih kamenaca (nefrolitijaze).

## Etiologija
Hiperurikozurija može biti uzrokovana povećanom produkcijom urata (urička dijateza, mijeloproliferativne bolesti, maligne bolesti) ili  prehranom bogatom purinima (iznutricama, ribom).

## Uloga hiperurikozurije u gihtu i stvaranju mokraćnih kamenaca
Urična dijateza - sklonost nastanku i taloženju kamenaca mokraćne kiseline - uzrokuje stvaranje kamenaca u bolesnika s primarnim gihtom. Postoje tri metabolička poremećaja u primarnom gihtu:
- Povećan aciditet nepoznate etiologije (u svih bolesnika).
- Prekomjerna produkcija mokraćne kiseline (u nekih bolesnika)
- Smanjeni klirens mokraćne kiseline (u nekih bolesnika).

Osobe s posljednja dva poremećaja sklone razvijanju hiperuricemije, artritisa i  mokraćnih kamenaca u sklopu gihta. Pri niskoj vrijednosti pH, hiperurikozurija može dovesti do formiranja uratnog kamenca (kamenca mokraćne kiseline), kao rezultat povećanog aciditeta (kiselosti) mokraće. Pri normalnom pH mokraće (> 5,5) hiperurikozurija može uzrokovati stvaranje kamenaca kalcijeva oksalata. Mehanizam stvaranja kamenaca najvjerojatnije pokreće heterogenu kristalizaciju kalcij oksalata uratom.
Ispitivanja su pokazala da oko 20% bolesnika s kamencima kalcijeva oksalata u  mokraćnom sustavu ima hiperurikozuriju, prvenstveno zbog pretjeranog unosa purina iz  mesa. Zato se bolesnicima sklonim hiperurikozuriji preporučuje dijeta sa smanjenim unosom purina i terapija alopurinolom (100 mg dnevno).